# Mike Straub
Michael „Mike“ Gene Straub (* 24. März 1977 in Oviedo, Seminole County, Florida) ist ein US-amerikanischer Schauspieler.

## Leben
Straub debütierte 2007 im Fernsehfilm Bats 2: Blutige Ernte als Schauspieler. Er blieb dem Low-Budget-Filmgenre treu und war in den folgenden Jahren in verschiedenen solcher Produktionen für Kino, Fernsehen oder den Direktvertrieb zu sehen. So war er 2008 in Auf der Jagd nach der Monster Arche und Marcus – Der Gladiator von Rom, 2009 in The Hills Run Red – Drehbuch des Todes und Infestation – Nur ein toter Käfer ist ein guter Käfer, 2011 in Rage of the Yeti – Gefährliche Schatzsuche und 2014 in Apocalypse Pompeii und Jarhead 2 – Zurück in die Hölle zu sehen.

## Filmografie
- 2007: Bats 2: Blutige Ernte (Bats: Human Harvest) (Fernsehfilm)
- 2008: The Shepherd
- 2008: Hero Wanted – Helden brauchen kein Gesetz (Hero Wanted)
- 2008: Auf der Jagd nach der Monster Arche (Monster Ark) (Fernsehfilm)
- 2008: Train – Nächster Halt Hölle (Train)
- 2008: Marcus – Der Gladiator von Rom (Cyclops) (Fernsehfilm)
- 2009: Die unglaubliche Reise des Sir Francis Drake (The Immortal Voyage of Captain Drake) (Fernsehfilm)
- 2009: Die Echelon-Verschwörung (Echelon Conspiracy)
- 2009: Direct Contact
- 2009: It’s Alive
- 2009: Der Fluch – The Grudge 3 (The Grudge 3)
- 2009: The Hills Run Red – Drehbuch des Todes (The Hills Run Red)
- 2009: Star Runners (Fernsehfilm)
- 2009: Infestation – Nur ein toter Käfer ist ein guter Käfer (Infestation)
- 2009: Wrong Turn 3: Left For Dead
- 2009: Die vierte Art (The Fourth Kind)
- 2010: Dark Relic – Sir Gregory, der Kreuzritter (Dark Relic) (Fernsehfilm)
- 2010: Arctic Predator – Der weiße Tod (Arctic Predator) (Fernsehfilm)
- 2011: Super Tanker (Fernsehfilm)
- 2011: Cold Fusion
- 2011: Rage of the Yeti – Gefährliche Schatzsuche (Rage of the Yeti) (Fernsehfilm)
- 2012: Black Forest (Fernsehfilm)
- 2014: Apocalypse Pompeii (Fernsehfilm)
- 2014: Jarhead 2 – Zurück in die Hölle (Jarhead 2: Field of Fire)
- 2016: Sniper: Ghost Shooter